# Maria Amelie

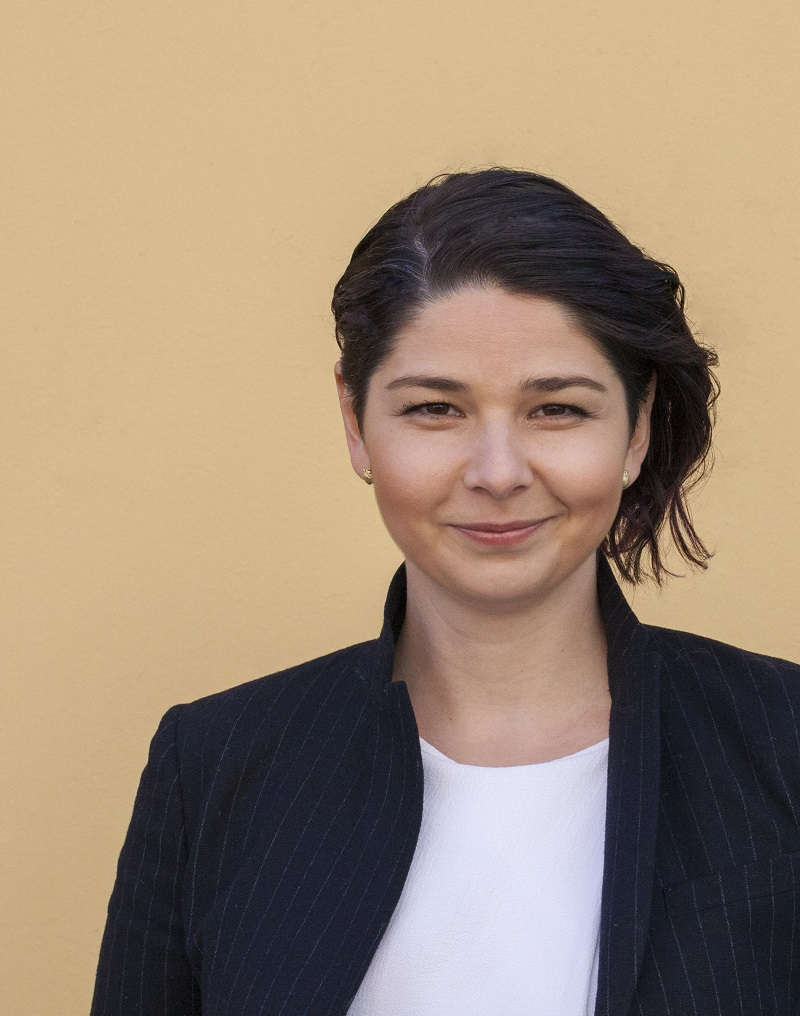
Maria Amelie

Madina Salamowa (russisch Мадина Саламова; bekannt unter ihrem Pseudonym Maria Amelie; * 30. Mai 1985 in Ordschonikidse, Nordossetien) ist eine russische Autorin, die als illegale Einwanderin in Norwegen landesweit und über die Grenzen Norwegens hinaus bekannt wurde.
Sie ist Verfasserin des im Pax Forlag 2010 erschienenen, auf ihren Tagebüchern beruhenden Buches Ulovlig norsk (Illegal norwegisch), in dem sie ihre Existenz ohne Papiere beschreibt, und sie betreibt einen viel gelesenen Blog.

## Leben
Maria Amelie oder Madina Salamowa kam zusammen mit ihren Eltern im Jahr 2000 aus Nordossetien nach Finnland und im Jahr 2002 nach Norwegen. Die Familie erklärte sich als verfolgt und dass sie im Kaukasus um ihr Leben fürchteten. Dem Asylantrag der Familie wurde nicht stattgegeben, sie lebt also ohne legalen Aufenthaltsstatus und ohne Duldung in Norwegen. Während der Bearbeitung des Asylantrags ging Maria Amelie auf eine weiterführende Schule und studierte schließlich, ohne Aufenthaltsgenehmigung, an der Technisch-Naturwissenschaftlichen Universität Norwegens in Trondheim. Sie erwarb einen Bachelor in Anthropologie und einen Master-Abschluss in Technologie und Wissenschaft mit einer Arbeit für die norwegische Statoil.
2010 gab sie beim Pax Forlag ihr Buch Ulovlig norsk (Illegal norwegisch) heraus, in dem sie ihr Leben ohne Papiere in Norwegen beschrieb. Im Dezember desselben Jahres wurde sie von der Wochenzeitschrift Ny Tid als Årets Nordmann („Norweger des Jahres“) gewählt.
Am 12. Januar 2011 wurde Maria Amelie in Lillehammer verhaftet, nachdem sie einen Vortrag gehalten hatte. Sie wurde in Abschiebehaft genommen und kurz darauf nach Russland abgeschoben. Nach massiven öffentlichen Protesten gegen diese Abschiebung kündigte die Regierung von Ministerpräsident Jens Stoltenberg jedoch eine Sonderregelung an, die Maria Amelie eine Rückkehr nach Norwegen ermöglicht.

## Werke
- Ulovlig norsk; Pax Forlag, Oslo, 2010. ISBN 978-82-530-3353-2